# Jelići (Uskoplje, BiH)
Jelići su naseljeno mjesto u općini Uskoplje, Federacija Bosne i Hercegovine, BiH.

## Zemljopis
Jelići su smještenu na istoku općine, u Privoru. Kroz naselje protiče rijeka Vrbas čiji se izvor nalazi uzvodno. 

## Povijest
U darovnici hrvatsko-ugarskog kralja Bele IV. iz 1244. godine spominje se crkva blaženog Ivana koja bi se mogla nalaziti na Crkvištu u Jelićima.
Prema popisu stanovništva iz 1879. u Jelićima je živjelo 37 stanovnika (25 muslimana i 12 katolika), a 1910. u Jelićima je bilo 59 stanovnika (24 muslimana i 35 katolika). Na popisu 1971. u naselju je živjelo 125 stanovnika (90 Muslimana i 35 Hrvata) od kada broj stanovnika u Jelićima opada na 107 (101 Musliman i 6 Hrvata) 1981. godine odnosno 87 stanovnika 1991. godine.
U Jelićima postoji katoličko groblje s kapelicom na kojem se prestalo ukopavati nekoliko godina prije rata od kada u naselju nema nijednog katolika.

## Stanovništvo

### 1991.
Nacionalni sastav stanovništva 1991. godine, bio je sljedeći:
ukupno: 87
- Muslimani - 87

### 2013.
Nacionalni sastav stanovništva 2013. godine, bio je sljedeći:
ukupno: 73
- Bošnjaci - 72
- ostali, neopredijeljeni i nepoznato - 1